# Роум (Џорџија)
Роум (енгл. Rome) град је у америчкој савезној држави Џорџија. По попису становништва из 2010. у њему је живело 36.303 становника.

## Демографија
Према попису становништва из 2010. у граду је живело 36.303 становника, што је 1.323 (3,8%) становника више него 2000. године.
| Група             | 2000.          | 2010.          |
| Белци             | 20.704 (59,2%) | 18.974 (52,3%) |
| Афроамериканци    | 9.677 (27,7%)  | 10.075 (27,8%) |
| Азијати           | 496 (1,4%)     | 694 (1,9%)     |
| Хиспаноамериканци | 3.620 (10,3%)  | 5.892 (16,2%)  |
| Укупно            | 34.980         | 36.303         |